# Bistum Rzeszów
Das Bistum Rzeszów (lat.: Dioecesis Rzeszoviensis, poln.: Diecezja rzeszowska) ist eine in Polen gelegene römisch-katholische Diözese mit Sitz in Rzeszów.

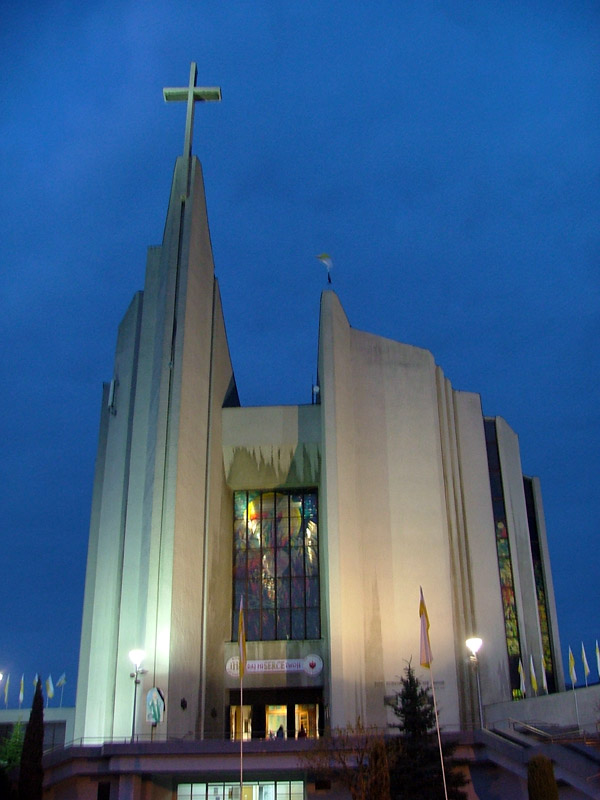
Kathedrale des Heiligsten Herzens Jesu in Rzeszów

## Geschichte
Das Bistum Rzeszów wurde am 25. März 1992 von Papst Johannes Paul II. mit der Apostolischen Konstitution Totus Tuus Poloniae populus aus Gebietsabtretungen des Erzbistums Przemyśl und des Bistums Tarnów errichtet, erstreckt sich von Gorlice und Nowy Żmigród im Süden und Kolbuszowa und Sokołów Małopolski im Norden und dem Erzbistum Przemyśl als Suffraganbistum unterstellt.
Erster Bischof wurde Kazimierz Górny.

## Dekanate
| - Biecz - Boguchwała - Brzostek - Czudec - Dębowiec - Frysztak - Gorlice - Głogów Małopolski - Jasło – Wschód - Jasło – Zachód - Kolbuszowa – Wschód - Kolbuszowa – Zachód - Nowy Żmigród | - Ropczyce - Rzeszów – Fara - Rzeszów – Katedra - Rzeszów – Północ - Rzeszów – Południe - Rzeszów – Wschód - Rzeszów – Zachód - Sędziszów Małopolski - Sokołów Małopolski - Strzyżów - Tyczyn - Wielopole Skrzyńskie |

## Bistumspatrone
- Hl. Józef Sebastian Pelczar, 19. Januar
- Sel. Karolina Kózka, 18. November

besonders verehrt werden auch
- Hl. Władysław Findysz, 23. August
- Stanisław Kołodziej, Märtyrer (KZ Dachau)
- Kazimierz Wojciechowski, Märtyrer (KZ Auschwitz)